# Awas (Syria)
Awas (arab. عوس) – wieś w Syrii, w muhafazie As-Suwajda. W 2004 roku liczyła 308 mieszkańców.